# 7334 Sciurus
7334 Sciurus — астероїд головного поясу, відкритий 17 серпня 1988 року.
Тіссеранів параметр щодо Юпітера — 3,496.
Названо за родом Вивірка (лат. Sciurus).